# George Child Villiers (6e comte de Jersey)
George Augustus Frederick Child Villiers, 6e comte de Jersey (4 avril 1808 - 24 octobre 1859), titré vicomte de Villiers jusqu'en 1859, est un pair et homme politique britannique de la famille Villiers. 

## Biographie
Il est le fils de George Child Villiers (5e comte de Jersey) et de Sarah Fane. 
Il siège comme député de Rochester de 1830 à 1831, de Minehead de 1831 à 1832, de Honiton de 1832 à 1835, de Weymouth camp; Melcome Regis de 1837 à 1842 et de Cirencester de 1844 à 1852. Il devient comte à la mort de son père le 3 octobre 1859 mais ne détient le titre que trois semaines, jusqu'à sa propre mort. 
Lord Jersey épouse Julia Peel (décédée en 1893), fille du premier ministre Robert Peel, le 12 juillet 1841. Ils ont trois enfants: 
- Julia Sarah Alice Child Villiers (décédée en 1921); elle épouse George Orby Wombwell (en), 4e baronnet, le 3 septembre 1861
- Caroline Anne Child-Villiers; elle épouse William Henry Philips Jenkins le 4 avril 1872[1]
- Victor Albert George Child-Villiers, 7e comte de Jersey (1845-1915)

Lady Jersey se remarie à Charles Brandling le 12 septembre 1865